# Jazon (biskup)
Jazon, cs. Apostoł ot 70-ti Iason Tarsijskij, Kierkirskij, jepiskop – postać biblijna, święty katolicki i
prawosławny.
Postać występująca w Nowym Testamencie w Dziejach Apostolskich apostoła Łukasza (Dz.Ap. 17, 5-9 BT). Gościł w Tesalonice Pawła z Tarsu w czasie jego drugiej podróży misyjnej i udzielił poręczenia u władz miasta co uratowało apostoła przed linczem ze strony Żydów, lub postawieniem przed sądem.
Postać tę utożsamia się z Jazonem wymienionym w Liście do Rzymian (Rz 16, 21 BT).
Zgodnie z tradycją miał pochodzić z Tarsu i być krewnym apostoła Pawła i uczniem Pańskim. Jazon zgodnie z legendą miał później być biskupem Tarsu i wraz z Sozypatrem zostać uwięziony na Korfu w czasie ich wspólnej podróży misyjnej. Mieli tam nawrócić grupę współwięzionych pospolitych przestępców, którzy potem ponieśli śmierć męczeńską i wspominani byli w Kościele katolickim 29 kwietnia. Po uwolnieniu Jazon miał prowadzić dalszą działalność, aż do męczeńskiej śmierci lub umrzeć śmiercią naturalną dożywszy późnej starości.
Zaliczany do grona Siedemdziesięciu dwóch wysłańców Jezusa Chrystusa. Przez Cerkiew wspominani 28 kwietnia (11 maja) i 17 stycznia (Sobór siedemdziesięciu apostołów).